# Emmanuel Amuneke
Emmanuel Amuneke, nigerijski nogometaš in trener, * 25. december 1970, Eze Obodo, Nigerija.
Sodeloval je na nogometnemu delu poletnih olimpijskih iger leta 1996.